# 窪川一雄
窪川一雄（1903年2月16日—1943年1月3日），日本昭和時代前期的天文學家。

## 生平
窪川一雄生於岐阜市，畢業於東京帝國大學天文學系，之後在東京天文台擔任技師。1929年他和及川奧郎一起發現熱海小行星。
1938年臺灣總督府氣象台成立附設天文台，窪川一雄前往台灣進入該天文台擔任技師，後擔任氣象台副台長、天文台長。1938年擔任東亞天文學會第二任台灣分會長。並且擔任臺灣總督府測候技術官養成所天文學講師。1939年擔任民間團體「台灣天體觀測同好會」的會長。1941年天體觀測同好會發行天文月刊《南之星》。
1942年窪川一雄計畫於新高山（玉山）建立「新高山天文台」，但在1943年1月窪川一雄因為傷寒症在台北市去世，當時已進行基礎施工的新高山天文台計畫中止。

## 榮譽
- 小行星6140[8]

## 延伸閱讀
- 《台灣氣象傳奇》，洪致文，玉山社，2007年11月1日，ISBN 9789866789106。

## 外部連結
- 蔡安理，中央研究院天文及天文物理研究所 Observatories in early Taiwan
- 臺灣天文大年表，中央研究院天文及天文物理研究所。
- 学会消息　窪川一雄君の逝去を悼む （页面存档备份，存于），鏑木政岐，《天文月報》，日本天文學會，1943年5月。